# Hugo Müller-Vogg

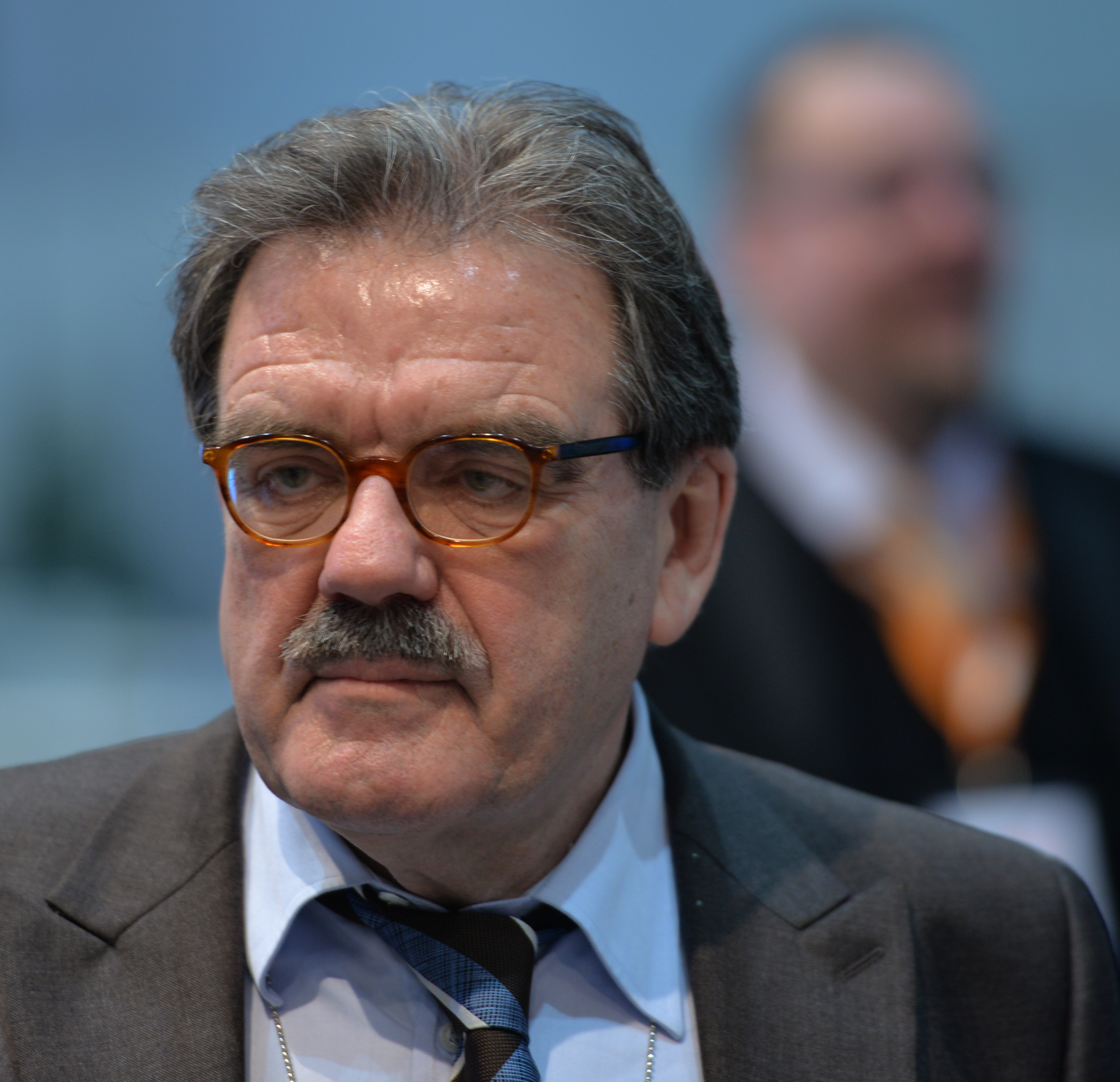
Hugo Müller-Vogg, 2015

Hugo Müller-Vogg (* 2. Juni 1947 in Mannheim) ist ein deutscher Journalist, Buchautor und Publizist.

## Leben
Hugo Müller-Vogg besuchte das Karl-Friedrich-Gymnasium Mannheim. Nach dem Abitur 1966 leistete er als Reserveoffizieranwärter für zwei Jahre Dienst als Zeitsoldat bei der Bundeswehr und wurde als Leutnant der Reserve entlassen. Von 1969 bis 1974 studierte er Volkswirtschaftslehre und Politische Wissenschaft an der Universität Mannheim und der Universität Wien. Er schloss das Studium als Diplom-Volkswirt ab. 1978 wurde er mit der Dissertation Public Relations für die soziale Marktwirtschaft. Die Öffentlichkeitsarbeit der Bundesvereinigung der Dt. Arbeitgeberverbände, des Bundesverbandes der Dt. Industrie und des Institutes der Dt. Wirtschaft zum Dr. rer. pol. promoviert. Von 1974 bis 1976 war er Pressereferent der Universität Mannheim.
Während des Studiums war er Volontär beim Mannheimer Morgen, wo er ab 1976 als Wirtschaftsredakteur tätig wurde. 1977 wechselte er in die  Wirtschaftsredaktion der Frankfurter Allgemeinen Zeitung (FAZ). Von 1980 bis 1984 war er FAZ-Korrespondent in Düsseldorf und von 1984 bis 1988 in New York City. Danach war er für den Regionalteil Rhein-Main-Zeitung sowie für die Frankfurter Allgemeine Sonntagszeitung (FAS) zuständig. Von 1988 bis zu seiner Kündigung durch die FAZ im Jahre 2001 war Hugo Müller-Vogg auch Mitherausgeber der Zeitung. Es war die erste Kündigung eines FAZ-Herausgebers seit über 30 Jahren. Der Kündigungsgrund wurde nicht bekannt. Über ihn gab es Spekulationen, die von Differenzen vor allem mit dem Mitherausgeber Frank Schirrmacher über die Entwicklung des Online-Auftritts der Zeitung bis zum Umgang mit der Berichterstattung über die 68er-Biographie von Joschka Fischer reichten.
Von 1997 bis 2001 moderierte Müller-Vogg gemeinsam mit Luc Jochimsen und Manfred Bissinger die Fernseh-Talkshow 3, zwei, eins im Hessischen Rundfunk.
Seit Oktober 2001 ist Müller-Vogg freier Journalist. Bis 2015 schrieb er für den Axel Springer Verlag, u. a. wöchentlich vier Kolumnen für die Bild-Zeitung („Berlin intern“), eine Streitkolumne mit Gregor Gysi (Die Linke) für die SUPERillu und ist häufig Gast in politischen Talkshows. Von 2015 bis 2019 schrieb er für das Online-Portal Tichys Einblick die Kolumne Hugo Müller-Vogg: Gegen den Strom. Müller-Vogg schreibt seither unter anderem für Cicero und Focus.
Er hat zahlreiche Bücher zu politischen und wirtschaftlichen Themen veröffentlicht. Er ist Autor zahlreicher Gesprächsbände mit prominenten deutschen Politikern und Personen aus der Wirtschaft. Anfang März 2009 veröffentlichte er mit Volksrepublik Deutschland. ‚Drehbuch‘ für die Rot-Rot-Grüne Wende einen fiktionalen Vorausblick auf eine Rot-rot-grüne Koalition nach der Bundestagswahl 2009 und deren Folgen. Er war Jury-Mitglied des Finanzforum Vordenken, das den Vordenker-Preis vergibt.
Müller-Vogg ist römisch-katholisch. Er ist seit 1981 verheiratet und hat eine Tochter. Müller-Vogg arbeitet in Berlin und lebt privat in Bad Homburg vor der Höhe.

## Auszeichnungen
- 2005 Hessischer Verdienstorden (zusammen mit Klaus Berg)
- 2006 Mittelstandspreis des Bundes der Selbständigen und des Bundesverbandes Mittelständischer Unternehmen (zusammen mit Christian Wulff, niedersächsischer Ministerpräsident von 2003–2010 und 2010–2012 deutscher Bundespräsident)

## Veröffentlichungen (Auswahl)
- Hugo Müller-Vogg: Deutschland deine Stärken: Nation zwischen Wohl und Wehe, Kölner Universitätsverlag 1994, ISBN 3-87427-052-1
- Hugo Müller-Vogg: Unsere unsoziale Marktwirtschaft: vom guten Modell zur traurigen Praxis, Kölner Universitätsverlag 1998, ISBN 3-87427-074-2
- Angela Merkel: Mein Weg. Hoffmann und Campe, 2005, ISBN 3-455-09538-0.
- Horst Köhler – „Offen will ich sein – und notfalls unbequem“. Hoffmann und Campe, 2005, ISBN 3-455-09536-4.
- mit Manfred Bissinger: Schröder oder Merkel. Hoffmann und Campe, 2005, ISBN 3-455-09537-2.
- Christian Wulff – Besser die Wahrheit. 2007.
- Hartmut Mehdorn: Diplomat wollte ich nie werden. 2007.
- Hugo Müller-Vogg: Volksrepublik Deutschland. ‚Drehbuch‘ für die Rot-Rot-Grüne Wende, Olzog Verlag 2009, ISBN 978-3-7892-8304-8
- Hugo Müller-Vogg: Immer weniger Talk, immer mehr Show – Persönliche Erfahrungen in und mit Polit-Talkshows. In: Sascha Michel/Heiko Girnth (Hrsg.): Polit-Talkshows – Bühnen der Macht. Ein Blick hinter die Kulissen. Bonn: Bouvier. 2009. S. 122–127.
- Reinfried Pohl: Ich habe Finanzgeschichte geschrieben. 2010.
- Die Douglas-Story. Jörn Kreke über Handel mit Herz und Verstand. 2010.
- Guido Sandler: Oetker-Rezepte. Guido Sandlers Erinnerungen an seine Manager-Jahre. Ein Gespräch mit Hugo Müller-Vogg. Hoffmann & Campe, Hamburg 2012, ISBN 978-3-455-50289-3
- Uwe-Karsten Heye, Hugo Müller-Vogg: Steinbrück oder Merkel? – Deutschland hat die Wahl. QUADRIGA 2013, ISBN 978-3-86995-056-3
- Rainer Brüderle: Jetzt rede ich! – Ein Gespräch mit Hugo Müller-Vogg. OLZOG edition im lau verlag, Reinbek 2014, ISBN 978-3-95768-113-3
- Hugo Müller-Vogg: Jedes Volk hat die Regierung, die es verdient! – Warum die Große Koalition keine großen Ziele verfolgt. Murmann Verlag, Hamburg 2014, ISBN 978-3-86774-375-4
- Reinfried Pohl: Der Doktor, der Kämpfer, der Sieger – Eine Biografie von Hugo Müller-Vogg. HOFFMANN UND CAMPE VERLAG, Hamburg 2015, ISBN 978-3-455-50319-7
- Wolfgang Bosbach: „Endspurt – Wie Politik tatsächlich ist - und wie sie sein sollte“. Ein Gespräch mit Hugo Müller-Vogg. Quadriga Verlag 2016, ISBN 978-3-86995-092-1